# Ракетные крейсера типа «Олбани»
Ракетные крейсера типа «Олбани» — три корабля, первоначально построенные как тяжёлые крейсера типов «Балтимор» и «Орегон-Сити», в 1958—1964 перестроенные в ракетные крейсера (CG).
Корабли подверглись коренной реконструкции, было снято всё вооружение, полностью реконструирована надстройка, принявшая характерную башнеобразную форму. Для уменьшения веса и улучшения остойчивости в надстройках широко применялись конструкционные материалы на основе алюминиевых сплавов.

## Модернизация
Первоначально в качестве объектов реконструкции были выбраны крейсера
CA-122 «Орегон»
(тип «Орегон»),
CA-136 «Чикаго» и
CA-131 «Фолл-Ривер»
(тип «Балтимор»). После реконструкции они должны были стать ракетными крейсерами CG-10, CG-11 и CG-12 соответственно. Со временем «Орегон» решено было заменить однотипным
CA-123 «Олбани»,
поскольку последний находился в лучшем техническом состоянии. По той же причине «Фолл-Ривер» был заменён на однотипный
CA-74 «Коламбус».
Первоначальные планы предполагали также конверсию
CA-124 «Рочестер»
типа «Орегон» и
CA-130 «Бремертон»
типа «Балтимор» в CG-13 и CG-14, однако, из-за высокой стоимости, реконструкция этих кораблей была аннулирована в пользу фрегатов специальной постройки.

## Конструкция
При перестройке кораблей в ракетные крейсера, вся их прежняя артиллерия и часть броневой защиты были демонтированы с корпусов. Надстройки кораблей также были полностью демонтированы и заменены новыми, сконструированными (для уменьшения верхнего веса) из лёгких алюминиевых сплавов.
Модернизированные корабли имели своеобразный, легко узнаваемый силуэт. В передней части корпуса возвышалась массивная, очень высокая прямоугольная надстройка, увенчанная антенной РЛС AN/SPS-30. Прямо перед надстройкой, на конических основаниях, располагалась группа из четырёх радаров носового ЗРК «Талос». В основании носовой надстройки находился ангар, где зенитные ракеты снаряжались перед запуском.
По бокам от носовой надстройки располагались на выступах четыре радара AN/SPG-51, использовавшихся для наведения ЗРК «Тартар».
Прямо за носовой надстройкой была смонтирована высокая мачта-труба, служившая основанием для антенны трёхкоординатной РЛС AN/SPS-48, навигационного радиолокатора AN/SPS-10 и комплекса антенн связи. Аналогичная по конструкции кормовая мачта-труба была увенчана вращающейся антенной РЛС обнаружения воздушных целей AN/SPS-43. В промежутке между мачтами-трубами была установлена контейнерная ПУ ПЛУР ASROC.
По бокам от кормовой мачты-трубы были размещены два 127-мм орудия в барбетных установках, над которыми располагались оптические директоры артиллерийского огня.

### Бронирование
Крейсера сохранили элементы броневого пояса и главную броневую палубу. Ангары и погреба «Талоса» имели 30-мм противоосколочную защиту. Была предусмотрена защита кораблей от оружия массового поражения, путём герметизации корпуса и установки систем смыва.

### Вооружение

#### Зенитное вооружение
Основным вооружением ракетных крейсеров типа «Олбани» являлся сверхдальнобойный зенитно-ракетный комплекс RIM-8 «Talos». Оснащённые прямоточными двигателями, ракеты комплекса обеспечивали поражение аэродинамических целей — в том числе сверхзвуковых — на расстоянии в 105—150 километров от корабля.
Две спаренные балочные пусковые установки Mk 12 располагались в носовой и кормовой части крейсера. Установки перезаряжались из расположенных в надстройке ангаров, куда подавались ракеты из подпалубного магазина. Перед подачей на пусковую, механики в ангаре вручную монтировали на ракетах крылья и стабилизаторы, хранившиеся отдельно для экономии места. Общая ёмкость каждого магазина составляла 52 ракеты, то есть боекомплект крейсера штатно состоял из 104 ракет RIM-8 «Талос». В боекомплект включались как ракеты с конвенционными боевыми частями, так и с ядерными, равно как и модификации ракет для поражения наземных/надводных целей.
Ракеты «Талос» имели двойную систему управления: «осёдланный луч» на маршевом участке траектории, и полуактивное радиолокационное самонаведение на терминальном участке. Наведение ракет на цель осуществлялось с помощью двух групп радаров, в носовой и кормовой части. Каждая группа включала два радара AN/SPW-2, использовавшихся для управления ракетой на маршевом участке, и два радара AN/SPG-49, служивших для «подсветки» цели на терминальном участке. Вся процедура управления ракетой выполнялась с помощью СУО Mk 77, задействовавшей два компьютера для управления ракетой и вычисления траектории движения.
Для самообороны, крейсер также был оснащён зенитно-ракетным комплексом малого радиуса действия «Тартар». Две спаренные пусковые установки Mk 11, перезаряжавшиеся из вертикальных подпалубных барабанов, располагались по бокам от массивной носовой надстройки крейсера. Наведение ракет выполнялось с помощью четырёх радаров AN/SPG-51 (по два на каждый борт), выполнявших подсветку цели для полуактивных ГСН. Боекомплект системы составлял по 42 ракеты RIM-24 «Tartar» на установку. Таким образом, общий боезапас крейсеров типа «Олбани» состоял из 188 ракет, при этом могло одновременно сопровождаться восемь целей: четыре ЗРК «Талос», и ещё четыре (но не более двух на каждый борт) — ЗРК «Тартар».

#### Противолодочное вооружение
В центре корпуса, между мачтами-трубами, крейсера несли 8-зарядную пусковую установку противолодочного ракетного комплекса RUR-5 ASROC. Комплекс мог использоваться для поражения подводных лодок лёгкими противолодочными торпедами или глубинными ядерными зарядами на дистанции до 15-20 км. Перезарядка контейнерной пусковой осуществлялась через люки в кормовой надстройке.
Дополнительно, все крейсера несли по два трёхтрубных 324-мм торпедных аппарата Mk32 для противолодочных торпед Mk46.

#### Противокорабельное вооружение
Первоначально, корабли типа «Олбани» вообще не несли специализированного противокорабельного вооружения. На стадии постройки, к первоначальному проекту были добавлены два 127-миллиметровых 38-калиберных орудия Mk-24 в открытых управляемых вручную установках, расположенные побортно у основания кормовой мачты-трубы крейсеров. Эти устаревшие короткоствольные орудия могли рассматриваться лишь как вспомогательное вооружение.
В то же время, хотя крейсера типа «Олбани» не несли специализированного противокорабельного вооружения, все три их ракетных комплекса— и «Талос» и «Тартар» и ASROC — штатно могли использоваться для стрельбы по надводным целям в пределах радиогоризонта. Энергия попадания пикирующей на скорости порядка 2,8 Маха полуторатонной ракеты RIM-8 «Talos» была сравнима с энергией попадания снаряда главного калибра линкора, и даже без боевой части достаточна, чтобы потопить эсминец или тяжело повредить крупный корабль. С учётом же возможности применения ядерных боевых частей, «Талос» мог быть эффективно использован для уничтожения практически любых надводных кораблей, включая линкоры и тяжёлые крейсера.
В 1980-х предполагалось оснастить крейсера ПКР «Гарпун», но по экономическим причинам проект не был реализован.

#### Стратегическое ударное вооружение
В средней части корабля было зарезервировано место под установку восьми шахт для ракет средней дальности «Поларис», однако в связи с успешным развёртыванием подводных лодок-ракетоносцев, от концепции вооружения надводных кораблей баллистическими ракетами отказались в середине 1959 года.

#### Авиационное вооружение
Крейсера типа «Олбани» имели лётную палубу для вертолёта в кормовой части: однако, ангар не был предусмотрен.

## История службы
Все три корабля интенсивно использовались в 1960-х и 1970-х годах. «Чикаго» долгое время был флагманским кораблём 3-го флота на Тихом океане, «Олбани» выполнял аналогичные функции в 6-м флоте на Средиземном море. Оба эти корабля в конце 1960-х годов прошли модернизацию системы управления ракетами «Талос». «Коламбус» модернизацию не проходил, в 1976 году он был выведен из состава флота и утилизирован.
«Чикаго» и «Олбани» прослужили до 1980 года, когда их дальнейшая модернизация была признана нецелесообразной.

## Фото

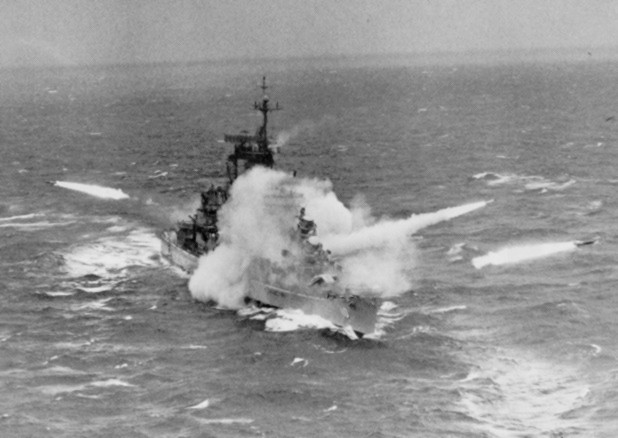
Пуск ЗУР «Талос» и «Тартар» с крейсера «Олбани», 1963 год
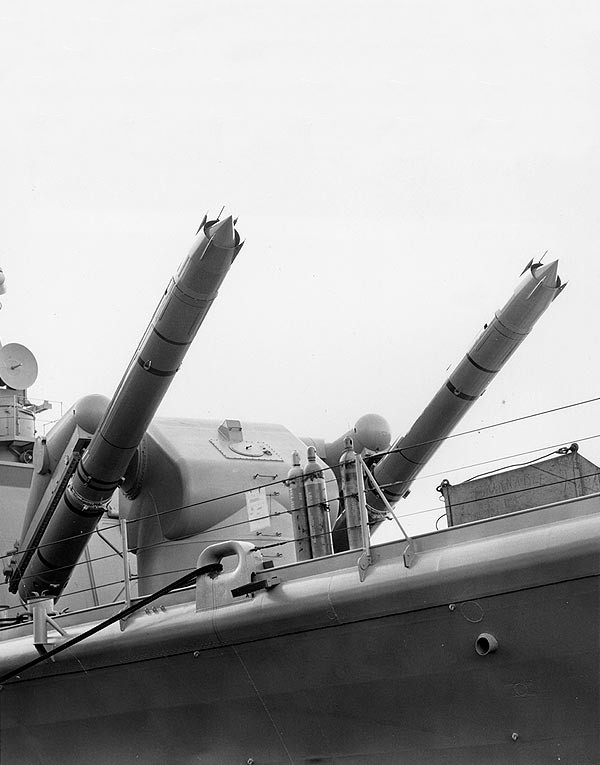
ПУ ЗРК «Талос» на крейсера «Коламбус», 1962
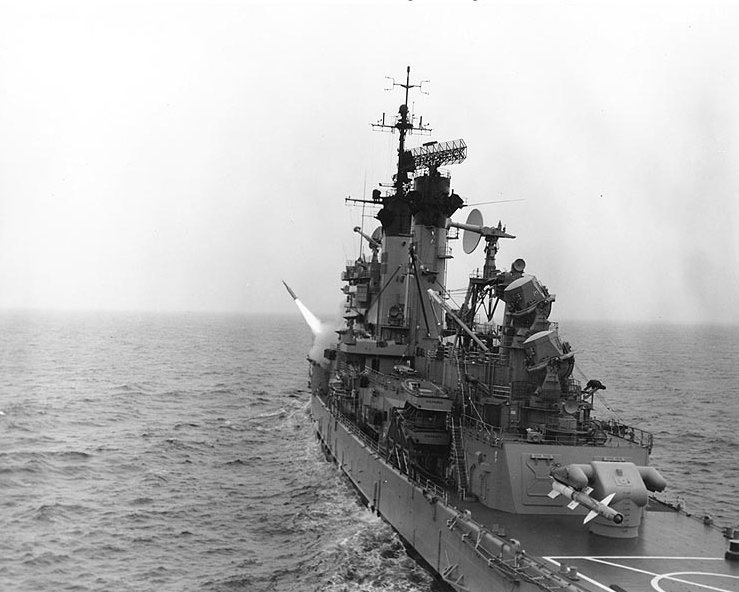
Пуск ЗУР «Тартар» с крейсера «Коламбус», Средиземное море, 1965
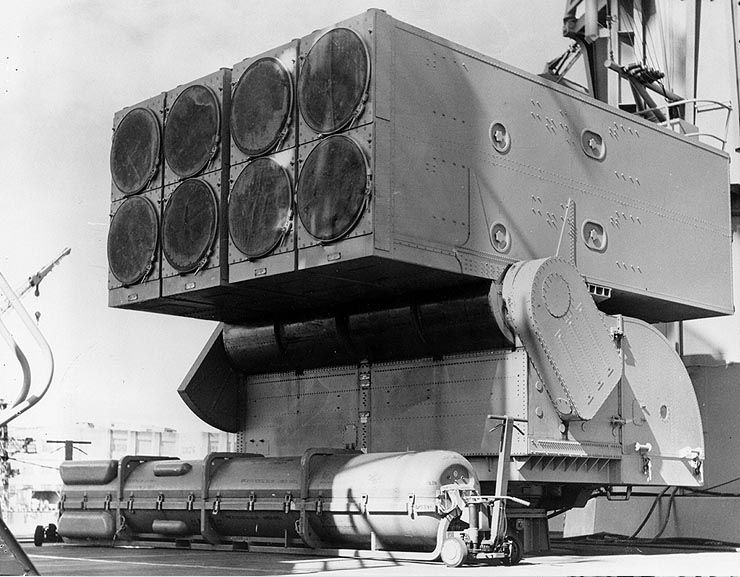
ПУ ПЛУР АСРОК на крейсере «Коламбус», 1962
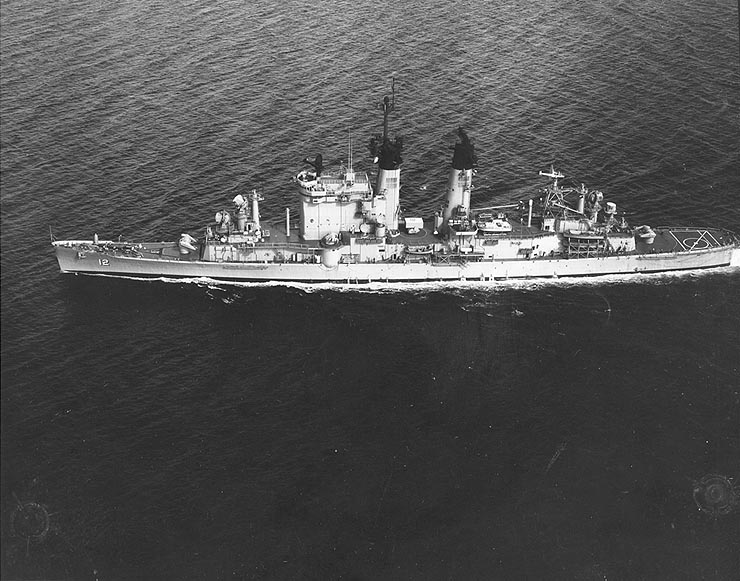
Крейсер «Коламбус»
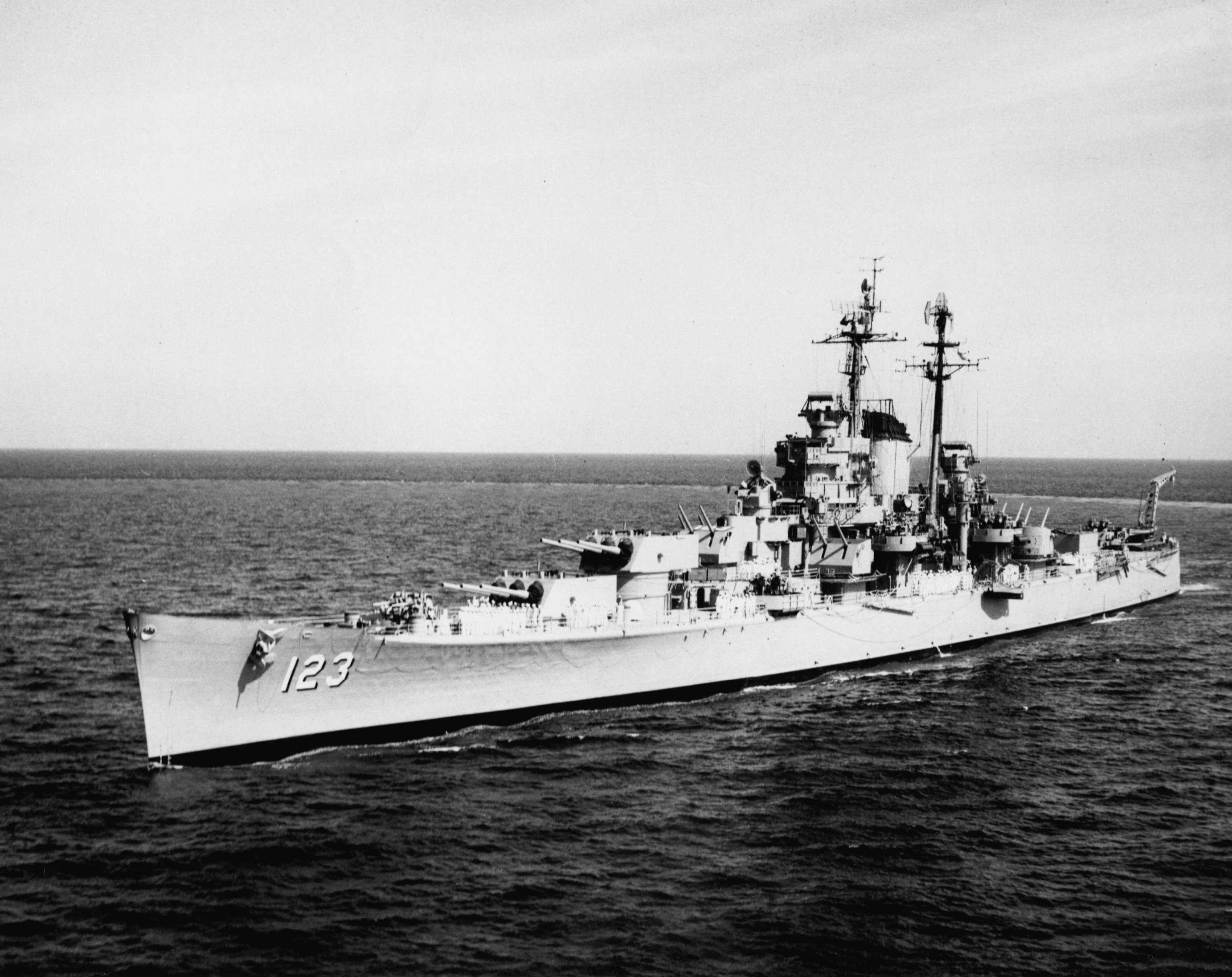
Крейсер «Олбани» перед реконструкцией, 1955

## Состав серии
| Корабль  | №            | Исходный тип | Верфь                      | Заложен               | Спущен     | В строю               | Списан                | На слом    |
| -------- | ------------ | ------------ | -------------------------- | --------------------- | ---------- | --------------------- | --------------------- | ---------- |
| Albany   | CA-123 CG-10 | «Орегон»     | Bethlehem Boston           | 06.03.1944 01.1959    | 30.06.1945 | 15.06.1946 03.11.1962 | 30.06.1958 29.08.1980 | 12.08.1990 |
| Chicago  | CA-136 CG-11 | «Балтимор»   | Philadelphia San Francisco | 28.07.1943 01.07.1959 | 20.08.1944 | 10.01.1945 02.05.1964 | 01.11.1958 01.03.1980 | 24.10.1991 |
| Columbus | CA-74 CG-12  | «Балтимор»   | Bethlehem Puget Sound      | 28.06.1943 30.09.1959 | 30.11.1944 | 08.06.1945 01.12.1962 | 05.08.1959 31.01.1975 | 01.11.1977 |

В таблице содержится информация о кораблях до реконструкции (верхние строки) и после неё. В графе «Верфь» указано место первоначальной постройки и место реконструкции. В графе «заложен» даны даты закладки кораблей как артиллерийских крейсеров и даты начала реконструкции. В графе «Списан» – даты вывода из состава флота перед реконструкцией и дата окончательного вывода в резерв.